# Rhicnoda
Rhicnoda (лат. , от др.-греч. ῥικνώδης «сморещенный») — род насекомых из семейства Blaberidae отряда тараканообразных. Ареал рода охватывает Юго-Восточную Азию.

## Виды
В роде Rhicnoda 4 вида:
- Rhicnoda desidiosa Rehn, 1904 — Юго-Восточная Азия (Таиланд);
- Rhicnoda natatrix Shelford, 1907 — Саравакский таракан[1], обитает в тропических лесах острова Калимантан (Малайский архипелаг). Личинки этого вида прячутся под опавшими листьями по краям мелких лесных водоёмов (луж, заводей, ручейков). Они умеют плавать и при опасности бросаются к воде и ныряют на дно водоёма[1];
- Rhicnoda rugosa Brunner von Wattenwyl, 1865 — Бирма, острова Калимантан, Суматра, Ява, Хальмахера и Ментавайские острова (Малайский архипелаг);
- Rhicnoda spinulosa Brunner von Wattenwyl, 1893 — остров Ява (Малайский архипелаг).